# Contea di Choctaw (Oklahoma)
La contea di Choctaw (in inglese Choctaw County) è una contea dello Stato USA del Oklahoma. Al censimento del 2000 la popolazione era di 15 342 abitanti. Il suo capoluogo è Hugo.

## Geografia fisica
L'U.S. Census Bureau certifica che l'estensione della contea è di 2074 km², di cui 2004 km² composti da terra e 70 km² composti di acqua.

## Infrastrutture e trasporti

### Strade
- U.S. Route 70
- U.S. Route 271
- State Highway 93
- Indian Nation Turnpike

## Confini
- Contea di Pushmataha, Oklahoma - nord
- Contea di McCurtain, Oklahoma - est
- Contea di Red River, Texas - sud-est
- Contea di Lamar, Texas - sud
- Contea di Bryan, Oklahoma - ovest
- Contea di Atoka, Oklahoma - nord-ovest

## Centri abitati
- Boswell
- Fort Towson
- Hugo
- Sawyer
- Soper
- Swink

## Storia
La Contea di Choctaw venne istituita nel 1907.